# Eremobates hessei
Eremobates hessei es una especie de arácnido  del orden Solifugae de la familia Eremobatidae.

## Distribución geográfica
Se encuentra en Nuevo México (Estados Unidos).